# Lokomotiva Tomáš (5. řada)
5. řada seriálu Lokomotiva Tomáš je pátou sérií tohoto seriálu. Režíroval ji David Mitton. Poprvé byla vysílána od 14. září 1998 do 19. října 1998 na stanici Cartoon Network, v České republice na JimJamu v roce 2009.

## Seznam dílů
| Č. v seriálu | Č. v řadě | Původní název                  | český název                    | Režie        | Scénář                      | Premiéra ve VB |
| ------------ | --------- | ------------------------------ | ------------------------------ | ------------ | --------------------------- | -------------- |
| 105          | 1         | Cranky Bugs                    | Klika a mrňousové              | David Mitton | David Mitton, Britt Alcroft | 14. září 1998  |
| 106          | 2         | Horrid Lorry                   | Hrozná auta                    | David Mitton | David Mitton, Britt Alcroft | 15. září 1998  |
| 107          | 3         | A Better View for Gordon       | Panoráma pro Gorodona          | David Mitton | David Mitton, Britt Alcroft | 16. září 1998  |
| 108          | 4         | Lady Hatt's Birthday Party     | Narozeniny paní přednostové    | David Mitton | David Mitton, Britt Alcroft | 17. září 1998  |
| 109          | 5         | James & the Trouble With Trees | Kubovo trápení se stromy       | David Mitton | David Mitton, Britt Alcroft | 18. září 1998  |
| 110          | 6         | Gordon & the Gremlin           | Gordon a šotci                 | David Mitton | David Mitton, Britt Alcroft | 21. září 1998  |
| 111          | 7         | Bye George!                    | Sbohem, Jirko!                 | David Mitton | David Mitton, Britt Alcroft | 22. září 1998  |
| 112          | 8         | Baa!                           | Béé!                           | David Mitton | David Mitton, Britt Alcroft | 23. září 1998  |
| 113          | 9         | Put Upon Percy                 | Zasednutý Percy                | David Mitton | David Mitton, Britt Alcroft | 24. září 1998  |
| 114          | 10        | Toby & the Flood               | Toby a povodeň                 | David Mitton | David Mitton, Britt Alcroft | 25. září 1998  |
| 115          | 11        | Haunted Henry                  | Jindrův duch                   | David Mitton | David Mitton, Britt Alcroft | 28. září 1998  |
| 116          | 12        | Double Teething Troubles       | Otrkávání                      | David Mitton | David Mitton, Britt Alcroft | 29. září 1998  |
| 117          | 13        | Stepney Gets Lost              | Stepney zabloudil              | David Mitton | David Mitton, Britt Alcroft | 30. září 1998  |
| 118          | 14        | Toby's Discovery               | Tobyho objev                   | David Mitton | David Mitton, Britt Alcroft | 1. října 1998  |
| 119          | 15        | Something in the Air           | Něco visí ve vzduchu           | David Mitton | David Mitton, Britt Alcroft | 2. října 1998  |
| 120          | 16        | Thomas, Percy & Old Slow Coach | Tomáš, Percy a starý louda     | David Mitton | David Mitton, Britt Alcroft | 5. října 1998  |
| 121          | 17        | Thomas & the Rumours           | Hloupé klebety                 | David Mitton | David Mitton, Britt Alcroft | 6. října 1998  |
| 122          | 18        | Oliver's Find                  | Oliverův objev                 | David Mitton | David Mitton, Britt Alcroft | 7. října 1998  |
| 123          | 19        | Happy Ever After               | Žili spolu šťastně až do smrti | David Mitton | David Mitton, Britt Alcroft | 8. října 1998  |
| 124          | 20        | Sir Topham Hatt's Holiday      | dovolená Tlustého přednosty    | David Mitton | David Mitton, Britt Alcroft | 9. října 1998  |
| 125          | 21        | A Surprise for Percy           | Překvapení pro Percyho         | David Mitton | David Mitton, Britt Alcroft | 12. října 1998 |
| 126          | 22        | Make Someone Happy             | Jak udělat radost              | David Mitton | David Mitton, Britt Alcroft | 13. října 1998 |
| 127          | 23        | Busy Going Backwards           | Pořád jen dozadu               | David Mitton | David Mitton, Britt Alcroft | 14. října 1998 |
| 128          | 24        | Duncan Gets Spooked            | Duncan se bojí                 | David Mitton | David Mitton, Britt Alcroft | 15. října 1998 |
| 129          | 25        | Rusty & the Boulder            | Rusty a bludný balvan          | David Mitton | David Mitton, Britt Alcroft | 16. října 1998 |
| 130          | 26        | Snow                           | Sněží                          | David Mitton | David Mitton, Britt Alcroft | 19. října 1998 |

## Postavy

### Představené postavy
- Cranky (Klika)
- Strašné náklaďáky
- Starý pomalý vůz
- Derek
- Arry a Bert
- Vdova Klobouková
- Bertram
- Butch
- Thumper